# راندي ميلر
راندي ميلر (بالإنجليزية: Randy Miller)‏ هو لاعب كرة قاعدة أمريكي، ولد في 18 مارس 1953 في أوكسنارد في الولايات المتحدة.

## وصلات خارجية
- راندي ميلر على موقعبيزبول رفرنس.كوم (الدوري الرئيسي) (الإنجليزية)
- راندي ميلر على موقعبيزبول رفرنس.كوم (الدوري الثانوي) (الإنجليزية)